# Берг, Аллен
Аллен Бернард Берг (англ. Allen Bernard Berg, 1 августа 1961 года, Ванкувер, Британская Колумбия) — канадский автогонщик, выступавший в Формуле-1 в 1986 году.

## Биография
Первоначально занимался картингом, выиграл несколько чемпионатов по картингу в Канаде. В 1982 году выиграл североамериканский чемпионат Формулы-Атлантик, в 1983-84 годах выступал в британской Формуле-3, где в 1984 году завоевал вице-чемпионский титул. В 1986 году провёл девять гонок в чемпионате мира Формулы-1 за рулём автомобиля Osella, очков не набрал. В 1990 году занял 11 место в гонке «24 часа Ле-Мана». В 1991 году соревновался в чемпионате Германии по турингу, в 1993 году выиграл чемпионат Мексики в Формуле-2. В 1995-96 годах участвовал в мексиканской Формуле-3, в 2001 году стал чемпионом мексиканской «Формулы-де лас Америкас».

## Результаты гонок в Формуле-1
| Легенда к таблице |                                                                    |
| --- | ------------------------------------------------------------------ |
| В таблице перечислены результаты всех Гран-при Формулы-1, в которых принимал участие гонщик. Строками таблицы являются сезоны, столбцами — этапы чемпионата мира. В каждой клетке указаны сокращённое название этапа и результат, дополнительно обозначенный цветом. Расшифровка обозначений и цветов представлена в нижеследующей таблице. |                                                                    |
| \| Пример \| Описание \| \| ------------ \| ------------------------------------------------------------------ \| \| 1 \| Победитель \| \| 2 \| Второе место \| \| 3 \| Третье место \| \| 5 \| Финишировал, заработав очки \| \| Сход \| Не финишировал, но при этом заработал очки \| \| 12 \| Финишировал, не получив очков \| \| НКЛ \| Финишировал, но не попал в финальную классификацию \| \| 15 \| Участвовал вне зачёта, либо по отдельной классификации \| \| 18 \| Не финишировал, но попал в финальную классификацию \| \| Сход \| Не финишировал \| \| НКВ \| Не прошёл квалификацию \| \| НПКВ \| Не прошёл предквалификацию \| \| ДСК \| Дисквалифицирован \| \| ИСК \| Исключён из протокола соревнований \| \| ТТ \| Заявлен для участия только в тренировках \| \| НС \| Участвовал в квалификации, но не стартовал в гонке \| \| Т \| Травмирован или болен \| \| ОТК \| Отказ от участия \| \| НТР \| Прибыл на соревнования, но на трассу не выезжал \| \| НПР \| Был заявлен в числе участников, но не прибыл к началу соревнований \| \| О \| Соревнования отменены \| \| \| Не участвовал \| \| Поул-позиция \| \| \| Быстрый круг \| \| |                                                                    |
| Пример | Описание                                                           |
| 1 | Победитель                                                         |
| 2 | Второе место                                                       |
| 3 | Третье место                                                       |
| 5 | Финишировал, заработав очки                                        |
| Сход | Не финишировал, но при этом заработал очки                         |
| 12 | Финишировал, не получив очков                                      |
| НКЛ | Финишировал, но не попал в финальную классификацию                 |
| 15 | Участвовал вне зачёта, либо по отдельной классификации             |
| 18 | Не финишировал, но попал в финальную классификацию                 |
| Сход | Не финишировал                                                     |
| НКВ | Не прошёл квалификацию                                             |
| НПКВ | Не прошёл предквалификацию                                         |
| ДСК | Дисквалифицирован                                                  |
| ИСК | Исключён из протокола соревнований                                 |
| ТТ | Заявлен для участия только в тренировках                           |
| НС | Участвовал в квалификации, но не стартовал в гонке                 |
| Т | Травмирован или болен                                              |
| ОТК | Отказ от участия                                                   |
| НТР | Прибыл на соревнования, но на трассу не выезжал                    |
| НПР | Был заявлен в числе участников, но не прибыл к началу соревнований |
| О | Соревнования отменены                                              |
| | Не участвовал                                                      |
| Поул-позиция |                                                                    |
| Быстрый круг |                                                                    |

| Сезон | Команда | Шасси       | Двигатель  | Ш | 1   | 2   | 3   | 4   | 5   | 6   | 7        | 8        | 9        | 10     | 11       | 12       | 13  | 14     | 15     | 16      | Место | Очки |
| ----- | ------- | ----------- | ---------- | - | --- | --- | --- | --- | --- | --- | -------- | -------- | -------- | ------ | -------- | -------- | --- | ------ | ------ | ------- | ----- | ---- |
| 1986  | Osella  | Osella FA1F | Alfa Romeo | P | БРА | ИСП | САН | МОН | БЕЛ | КАН | ДЕТ Сход |          |          | ГЕР 12 | ВЕН Сход | АВТ Сход | ИТА | ПОР 13 | МЕК 16 | АВС НКЛ | -     | 0    |
| 1986  | Osella  | Osella FA1G | Alfa Romeo | P |     |     |     |     |     |     |          | ФРА Сход |          |        |          |          |     |        |        |         | -     | 0    |
| 1986  | Osella  | Osella FA1H | Alfa Romeo | P |     |     |     |     |     |     |          |          | ВЕЛ Сход |        |          |          |     |        |        |         | -     | 0    |